# Amtschef
Amtschef ist eine Funktion in der deutschen Ministerialverwaltung und der Bundeswehr. Der Begriff ist rechtlich nicht definiert.

## Ministerialverwaltung
Die Organigramme der Bundesministerien und der meisten Landesministerien enthalten den Begriff nicht. Ein einheitlicher Sprachgebrauch in der Ministerialverwaltung ist nicht belegbar. In den Ministerien der Länder Baden-Württemberg  und Bayern handelt es sich traditionell um eine Funktionsbezeichnung für den Ministerialdirektor als höchstem, dem Minister direkt unterstellten Beamten, der auch den Minister vertritt. Im sächsischen Justizministerium wurde der Begriff als Funktionsbezeichnung für einen von zwei Staatssekretären ohne erkennbares Unterscheidungskriterium verwendet.

## Bundeswehr
In der Bundeswehr ist Amtschef die Bezeichnung einer Dienststellung und eines Dienstpostens für die Leiter militärischer Ämter. Folgende Dienststellen der Bundeswehr werden beispielsweise von Amtschef geleitet:
- Amt für Heeresentwicklung
- Luftfahrtamt der Bundeswehr
- Planungsamt der Bundeswehr
- Streitkräfteamt
- Zentrum für Geoinformationswesen der Bundeswehr

Ehemalige von Amtschefs geleitete Bundeswehrämter (Auswahl):
- Amt für den Militärischen Abschirmdienst
- Amt für Sicherheit der Bundeswehr
- Heeresamt
- Luftwaffenamt
- Marineamt
- Militärgeschichtliches Forschungsamt
- Personalamt der Bundeswehr
- Sanitätsamt der Bundeswehr
- Truppenamt